# Bruscoli
Bruscoli è una frazione del comune italiano di Firenzuola, nella città metropolitana di Firenze, in Toscana.

## Geografia fisica
Il paese di Bruscoli è sormontato dal Monte Bastione e vi sgorgano varie sorgenti; di interesse naturalistico sono la cascata del Biscione e il fiume di Pietrapilla. Presso Bruscoli si trova un'area protetta dove vivono animali come caprioli, daini, scoiattoli e cervi.
Poco a sud del paese si trova il passo della Futa, posto a 903 metri s.l.m., che separa la vallata del Mugello nell'Appennino tosco-emiliano dalla vallata del fiume Santerno nell'Appennino tosco-romagnolo.

## Storia
In passato faceva parte della contea degli Alberti di Vernio e Mangona, citati da Dante nel canto XXXII dell'Inferno, ai vv. 55-56. Nel 1340 Bruscoli, assieme a Baragazza e altre frazioni, vennero ceduti alla signoria bolognese dei Pepoli per l'aiuto prestato da Taddeo Pepoli nella cacciata degli Ubaldini e dei Frescobaldi.

## Monumenti e luoghi d'interesse
Nel centro del paese si trova la chiesa parrocchiale di San Martino.
Lacerti di una strada romana, identificata con la via Flaminia militare, si trovano a 2 km da Bruscoli, non lontani dal sentiero escursionistico della via degli Dei. Costruita interamente in pietra, nelle vicinanze di questa strada sono state ritrovate monete romane del 187 a.C..

## Cultura
Museo storico etnografico
Presso l'ex scuola elementare di Bruscoli è allestito il Museo storico etnografico, fondato dal Gruppo archeologico di Bruscoli (G.A.B) nato nel 1989. È diviso in tre sezioni: la sezione geoarcheologica e paleontologica; la sezione etnografica suli usi e costumi della civiltà contadina; e la sezione dedicata alla storia contemporanea, con particolare attenzione agli scontri della seconda guerra mondiale.

## Economia
Il paese è famoso per la produzione di manufatti in pelle: dalle borse, alle cinture, a piccoli accessori. Sono presenti vari agriturismi e allevamenti di bestiame. L'acqua sorgiva presente permette la produzione di un pane apprezzato. È prodotto un dolce tipico, lo zuccherino di Bruscoli secondo una ricetta antica.